# Robert Dante Siboldi
Robert Dante Siboldi Badiola (ur. 24 września 1965 w Montevideo) – urugwajski piłkarz z obywatelstwem meksykańskim występujący na pozycji bramkarza, reprezentant Urugwaju, trener piłkarski, od 2025 roku prowadzi meksykański Mazatlán.

## Kariera klubowa
Siboldi pochodzi ze stołecznego miasta Montevideo i jest wychowankiem tamtejszego zespołu CA Peñarol. Do treningów seniorskiej drużyny został włączony jako osiemnastolatek przez szkoleniowca Hugo Bagnulo. W urugwajskiej Primera División zadebiutował w sezonie 1983 i już w tym samym roku dotarł ze swoją drużyną do finału najbardziej prestiżowych rozgrywek kontynentu, Copa Libertadores, jednak pozostawał tylko rezerwowym bramkarzem dla Gustavo Fernándeza. Podczas rozgrywek 1984 zdobył z Peñarolem tytuł wicemistrza kraju, natomiast rok później wywalczył mistrzostwo Urugwaju i sukces ten powtórzył także rok później, w sezonie 1986. W 1987 roku zwyciężył w rozgrywkach Copa Libertadores, tym razem pełniąc funkcję alternatywnego golkipera dla Eduardo Pereiry. Podczas sezonu 1988 zanotował za to drugie w karierze wicemistrzostwo Urugwaju. W lipcu 1988 przeszedł do argentyńskiej drużyny Gimnasia y Esgrima La Plata, której barwy reprezentował przez rok, lecz nie zdołał rozegrać żadnego spotkania ligowego.
Latem 1989 Siboldi wyjechał do Meksyku, gdzie spędził większość swojej piłkarskiej kariery, początkowo podpisując umowę z zespołem Club Atlas z siedzibą w mieście Guadalajara. W tamtejszej Primera División zadebiutował 10 września 1989 w wygranych 2:1 derbach miasta z Chivas i od razu został podstawowym zawodnikiem drużyny, notując udane występy, dzięki którym zaczął być powoływany do kadry narodowej. Ogółem w Atlasie spędził cztery lata, jednak nie odniósł z nim żadnego osiągnięcia i w lipcu 1993 przeszedł do Cruz Azul ze stołecznego miasta Meksyk, gdzie grał z powodzeniem, jednak bez sukcesów przez następny rok. Latem 1994 zasilił ekipę Puebla FC, której barwy również reprezentował przez dwanaście miesięcy, po czym odszedł do Tigres UANL z siedzibą w mieście Monterrey. W sezonie 1995/1996 wygrał z nim rozgrywki krajowego pucharu, Copa México, lecz równocześnie spadł z zespołem do drugiej ligi. Mimo to nie odszedł z drużyny i pomógł jej w szybkim powrocie do najwyższej klasy rozgrywkowej. Razem z Pilarem Reyesem i Nahuelem Guzmánem jest uznawany za najlepszego bramkarza w historii Tigres.
Wiosną 2000 Siboldi powrócił do Argentyny, podpisując umowę z tamtejszym ligowym średniakiem, Argentinos Juniors z siedzibą w stołecznym Buenos Aires. Tam grał bez sukcesów przez kolejne półtora roku, po czym wyjechał do Kolumbii, gdzie został graczem Atlético Junior z miasta Barranquilla. Barwy tego klubu reprezentował z kolei przez sześć miesięcy. Profesjonalną karierę piłkarską zakończył w wieku 37 lat jako podstawowy bramkarz meksykańskiego drugoligowca Gavilanes de Nuevo Laredo.

## Kariera reprezentacyjna
W seniorskiej reprezentacji Urugwaju Siboldi zadebiutował za kadencji selekcjonera Luisa Cubilli, 21 czerwca 1992 w wygranym 2:0 meczu towarzyskim z Australią. W 1993 roku został powołany na rozgrywany w Ekwadorze turniej Copa América, gdzie był podstawowym zawodnikiem swojej drużyny i wystąpił we wszystkich czterech spotkaniach, odpadając z kadrą narodową w ćwierćfinale. Cztery lata później znalazł się w ogłoszonym przez szkoleniowca Juana Ahuntchaína składzie na kolejny turniej Copa América, tym razem rozgrywany na boliwijskich boiskach. Tam również pełnił funkcję pierwszego bramkarza zespołu narodowego i rozegrał wszystkie trzy mecze, za to Urugwajczycy odpadli ostatecznie już w fazie grupowej. Ogółem swój bilans reprezentacyjny zamknął na 34 rozegranych meczach, w połowie lat 90. będąc podstawowym golkiperem kadry narodowej.

## Kariera trenerska
Po zakończeniu kariery piłkarskiej Siboldi zamieszkał na stałe w Meksyku, gdzie już kilka miesięcy później został asystentem trenera José Luisa Saldívara w drużynie CD Irapuato. W 2007 roku został zatrudniony przez stołeczny zespół Cruz Azul, w którym występował już jako zawodnik, na stanowisku szkoleniowca drugoligowej filii klubu, Cruz Azul Hidalgo, którą prowadził przez następne trzy i pół roku bez większych sukcesów. W maju 2009 tymczasowo zastąpił na stanowisku trenera pierwszej drużyny Benjamína Galindo, pod którego wodzą ekipa odniosła serię dziewięciu ligowych meczów bez zwycięstwa. Poprowadził Cruz Azul w dwóch spotkaniach, ligowym z Jaguares (3:3) i drugiej konfrontacji dwumeczu finałowego Ligi Mistrzów CONCACAF z Atlante (0:0). Jesienią 2011 pełnił rolę trenera bramkarzy w sztabie szkoleniowym trenera CF Monterrey, Víctora Manuela Vuceticha, a wiosną 2012 był szkoleniowcem drugoligowego klubu Dorados de Sinaloa z siedzibą w mieście Culiacán.
Jego syn, Gastón Siboldi, również jest piłkarzem i występuje na pozycji bramkarza.